# San Isidro (Nueva Écija)
San Isidro (Bayan ng San Isidro - Municipality of San Isidro) es un municipio filipino de segunda categoría, situado en la parte central de la isla de Luzón. Forma parte del Cuarto Distrito Electoral de la provincia de Nueva Écija situada en la Región Administrativa de Luzón Central, también denominada Región III.
Entre los días 29 de marzo y 9 de mayo de 1899 fue  capital de Filipinas.

## Geografía
Situado en el sur de la provincia en el límite con las de Pampanga y Bulacán. Limita al norte con los municipios de Jaén y San Leonardo; al sur con las provincias de Pampanga, municipio de Candaba y de Bulacán, municipio de San Miguel; al este con Gapán; y al oeste con los municipios de San Antonio y de Cabiao.

### Barangays
El municipio  de San Isidro  se divide, a los efectos administrativos, en 9 barangayes o barrios, conforme a la siguiente relación:
| - Alua - Calaba | - Malapit - Mangga | - Población - Pulo | - San Roque - Santo Cristo | - Tabón |  |

## Historia
San Isidro fue capital de la provincia de Nueva Écija entre los años 1850 y 1917.
En 1896 tras el conocido como Grito de Nueva Écija, los revolucionarios de Cabiao se dirigen a San Isidro para atacar al gobierno provincial español, asedian la plaza 500 hombres, resultando muerto en combate el comandante de la Guardia Civil.

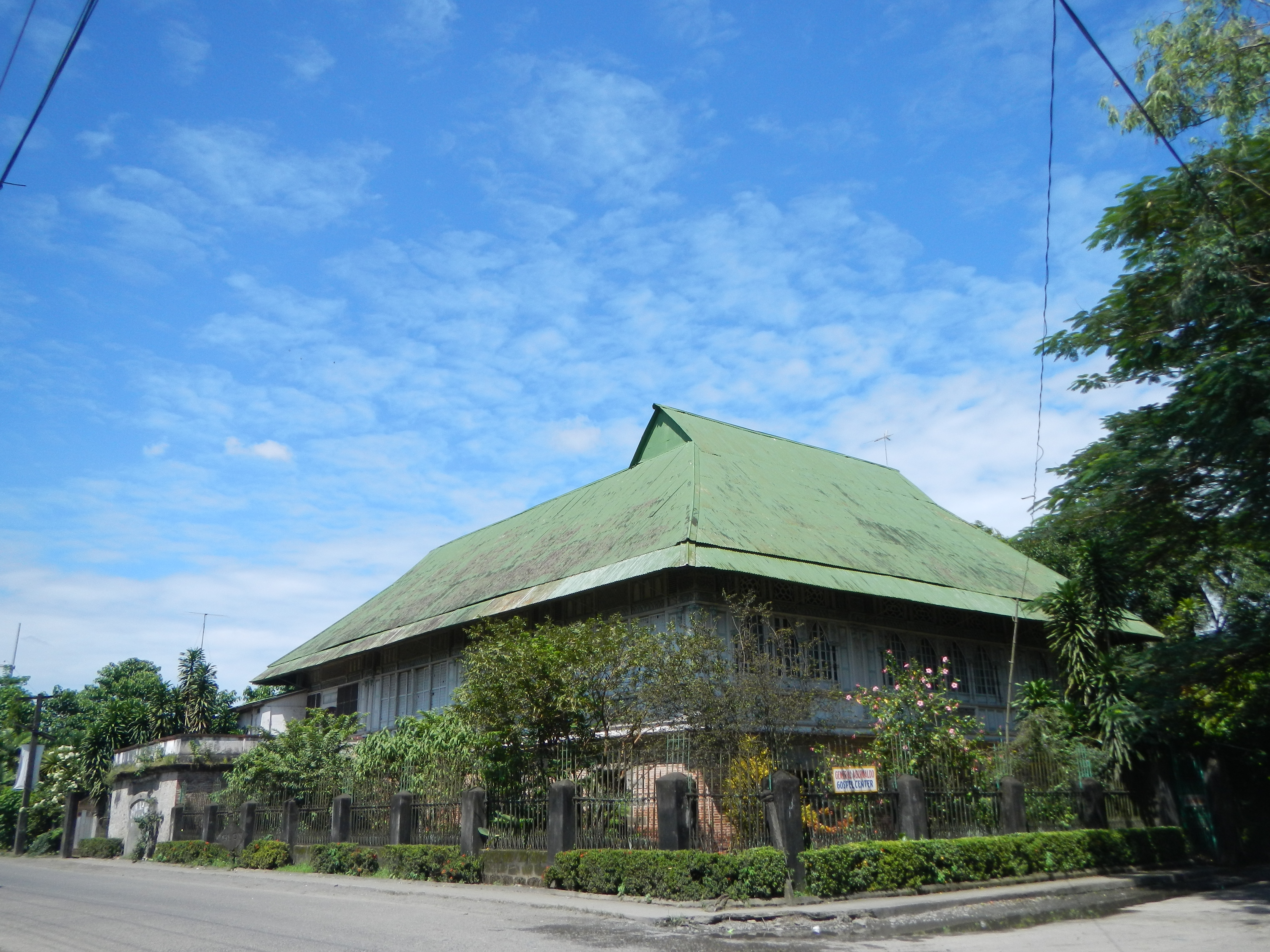
Casa de Críspulo Sideco

En 1899 Emilio Aguinaldo resiste ante la ocupación estadounidense de Filipinas, San Isidro fue  sede de la Primera República Filipina, estableciendo su cuartel general  en  la hoy conocida como Crispulo Sideco House.
Así fue declarado San Isidro como  capital de las Filipinas tras la pérdida de Malolos, capturado por los estadounidenses.
En San Isidro  el general norteamericano Frederick Funston planea la captura de Aguinaldo para poner fin a la Guerra Filipino-Americana.

## Patrimonio
La conocida como Casa de Críspulo Sideco, o también Kapitang Pulong, es un  edificio colonial construido por su propietario en el siglo XIX.
Corresponde al tipo floral, donde los arcos ojivales, la filigrana en la madera, las rejas forjadas en arabescos y los adornos florales abundan en la casa.